# Odontodes aleucoides
Odontodes aleucoides är en fjärilsart som beskrevs av Embrik Strand 1917. Odontodes aleucoides ingår i släktet Odontodes och familjen nattflyn. Inga underarter finns listade i Catalogue of Life.